# Cris Braun
Cris Braun (Estrela, 29 de junho de 1962) é uma cantora e compositora brasileira.
Na década de 1970 mudou-se para Maceió, onde estudou violão, sendo aconselhada por seu professor a cantar. Em 1980 mudou-se para o Rio de Janeiro , onde viveu 25 anos.
Começou a fazer shows em 1985, e nesta época apresentou-se no Mistura Fina, no Rio de Janeiro. Foi um dos membros do grupo de rock Sex Beatles, com quem gravou dois discos, Automobília (1994) e Mondo Passionale (1995), produzidos por Dado Villa Lobos e Tom Capone.
Em 1997 lançou seu primeiro solo CD, Cuidado com pessoas como eu, pelo selo Fullgás, de Marina Lima, destacando-se nele a faixa-título e uma releitura drum'n'bass de Brigas, de Evaldo Gouveia e Jair Amorim, grande sucesso do cantor Altemar Dutra. O disco "Cuidado com pessoas como eu", primeiro solo de Cris é exaltado pela critica e rende a Cris canções executadas em novelas e radios do país. Foi na época indicada pelo jornalista Antonio Carlos Miguel para o  "Fantástico", como revelação para o novo milenio. Foi também finalista como revelação do ainda na época prêmio Sharp de música .
Ganhou o prêmio  revelação junto a Pedro Camargo Mariano da rádio JB FM (RJ) 1998 .
Durante estes 25 anos de Rio De Janeiro (1980-2005), participou como convidada de shows de Rita Lee, Kid Abelha, programas de TV e especiais, e fez shows nas principais capitais do país: Sescs–SP , antigo Metropolitan, Canecão, Circo Voador, Soges, Teatro Gustavo Leite, entre outras casas e capitais .
Como compositora tem parcerias com Alvin L, Leoni, Dé Palmeira, Billy Brandão, George Israel e Paula Toller. Algumas de sucesso, como Como é que eu vou embora? (Paula Toller, G Israel e Cris Braun) gravada pelo Kid Abelha no disco "Meu mundo gira em torno de você" (1996), que entrou na lista das mais tocadas em 1997, e Menos carnaval, gravada com relativo destaque por Belô Velloso, trilha da novela "Era uma vez". A música "Cuidado com pessoas como eu" , gravado por Cris Braun em seu CD homônimo fez parte da trilha do seriado de TV "Malhação" (1998) .
Em 2004 lançou pelo selo Psicotrônica o segundo disco solo, "Atemporal" (que conta com a participação especial de Paula Toller), assinando a autoria ou co-autoria da maioria das 9 faixas.
No ano de 2012, Cris Braun lançou o disco "Fábula", distribuído pela Tratore, disco que conta com, além de músicas de sua autoria, composições do cantor Wado ("Ossos" e "Cidade Grande") e a releitura de "Deve ser Assim", de Marina Lima, Alvin L. e Antonio Cícero.
Em 2017, em parceria com o produtor e tecladista alagoano Dinho Zampier , Cris Braun lança o disco "Filme" , pelo selo Tratore.   O conceito do álbum é uma trilha sonora imaginária para uma história que fica nas entrelinhas das faixas, tendo como fio condutor a narrativa musical. Além de 9 faixas inéditas, foram incluídas no trabalho duas regravações: "Escorpiões", do repertório da banda Sex Beatles, da qual fez parte, e uma ópera de Vivaldi.
Em setembro de 2021, Cris Braun lançou pelo selo LAB344, seu quinto disco solo, "Tudo que você queria saber sobre si mesmo". No álbum produzido pela cantora em parceria com Dinho Zampier, Cris revisita canções do repertório da banda Sex Beatles, como a faixa-título, além de algumas inéditas. 